# Observatório de Neutrinos de Sudbury
O Observatório de Neutrinos de Sudbury (em inglês: Sudbury Neutrino Observatory, ou SNO) é um observatório de neutrinos localizado cerca de 2 km abaixo do solo em Sudbury, província canadense de Ontário. O detector está localizado no fundo de uma antiga mina.
O detector foi planejado para detectar neutrinos solares através de sua interação com um grande tanque de água pesada. O detector foi ativado em maio de 1999 e desativado em 28 de novembro de 2006. Dados obtidos pelo observatório provaram conclusivamente que oscilação de neutrinos é o fator responsável pelo problema dos neutrinos solares, em 18 de junho de 2001.
Apesar de não realizar mais observações, cientistas da colaboração SNO continuarão a analisar os dados obtidos pelo detector nos próximos anos. O laboratório subterrâneo foi recentemente ampliado, com outros experimentos sendo realizados. O detector em si está presentemente passando por uma reforma para uso no experimento SNO+.
Em 2007 o Instituto Franklin premiou o diretor do SNO, Arthur Bruce McDonald, com a Medalha Benjamin Franklin de física.